# Urmel voll in Fahrt
Urmel voll in Fahrt ist ein auf Figuren von Max Kruse beruhender Animationsfilm von Reinhard Klooss und Holger Tappe aus dem Jahr 2008 und zugleich die Fortsetzung von Urmel aus dem Eis aus dem Jahr 2006. Im englischsprachigen Raum wurde der Film als Impy’s Wonderland herausgegeben.

## Handlung
Zu seinem Geburtstag bekommt Urmel eine Schwester, Babu, ein kleines Panda-Mädchen. Kurz nachdem Professor Tibatong und Tim auf einen Kongress wegfahren, erscheint plötzlich der korrupte Unternehmer Barnaby auf Titiwu. Er will das Urmel. Da er ihm verspricht, es würde ein Star, kommt es freiwillig mit ihm. Als blinder Passagier schleicht sich auch Babu mit an Bord. Während Urmel von Barnaby in seinem noch uneröffneten Freizeitpark festgehalten wird, schickt Wutz, die ein gebrochenes Bein hat, Wawa, Ping und Schusch zur Rettung von Urmel und Babu. Im Park gelingt es Urmel und Babu jedoch Barnaby an den Rand seiner Nerven zu bringen und seine Geldgeber, drei Scheiche, mithilfe einer Illusion in die Flucht zu schlagen. Als Urmel, Babu, Wawa, Ping und Schusch zurück nach Titiwu kommen, erscheint auch der Professor mit Tim. Die Bewohner halten es nicht für nötig dem Professor mitzuteilen, was geschah.

## Synchronisation
| Rolle                  | Figur         | Sprecher               |
| ---------------------- | ------------- | ---------------------- |
| Urmel                  | Urmel         | Hannes Maurer          |
| Babu                   | Großer Panda  | Julia Ziffer           |
| Barnaby                | Mensch        | Oliver Kalkofe         |
| Wawa                   | Waran         | Frank Schaff           |
| Ping                   | Pinguin       | Stefan Krause          |
| Schusch                | Schuhschnabel | Oliver Pocher          |
| Wutz                   | Schwein       | Anke Engelke           |
| Eddie                  | Gespenst      | Christoph Maria Herbst |
| Seelefant              | See-Elefant   | Wolfgang Völz          |
| Prof. Habakuk Tibatong | Mensch        | Wigald Boning          |
| Otto                   | Bulldogge     | Roland Hemmo           |

## Kritik
„Die besten Szenen gehören dem Seele-Fant. Immer dann, wenn auf der Leinwand die unglaublichsten Dinge passieren, kommentiert er das Geschehen mit einem stoischen „Das ist nicht normal“. Das werden auch all jene denken, die mit den Marionetten der Augsburger Puppenkiste aufgewachsen sind und nun bereits zum zweiten Mal mit einem Urmel konfrontiert werden, das an Plastikspielzeug made in China erinnert. In seinem neuen Trickfilmabenteuer träumt der knuffige Dino davon, als Attraktion in einem Freizeitpark groß rauszukommen. Die actionreiche Story dürfte die kleinsten Urmel-Fans überfordern, die älteren werden zumindest über die teils rasanten Computeranimationen staunen.“